# May Berenbaum
May Roberta Berenbaum (Trenton, Nova Jersey, 22 de julho de 1953) é uma entomologista estadunidense, cuja pesquisa foca sobre as interações químicas entre insetos herbívoros e suas plantas hospedeiras, e as implicações destas interações sobre a organização de comunidades naturais e a evolução das espécies.

## Vida e educação
Berenbaum obteve a graduação summa cum laude, com um grau de B.S. e honras em biologia na Universidade Yale em 1975. Pós-graduada na Universidade Cornell, onde obteve um Ph.D. em ecologia e biologia evolutiva em 1980.

## Carreira
Desde 1980 Berenbaum é membro da faculdade do Departamento de Entomologia da Universidade de Illinois em Urbana-Champaign e foi chefe do departamento desde 1992. Adicionalmente a suas pesquisas é devotada ao ensino e à promoção da literacia científica. Em 1996 foi eleita fellow da Academia de Artes e Ciências dos Estados Unidos. Recebeu o North Central Branch Distinguished Teaching Award de 1996 da Entomological Society of America e é autora de diversos artigos científicos, bem como de três livros sobre insetos voltados para o público em geral. É organizadora do Insect Fear Film Festival na Universidade de Illinois, um evento anual de Hollywood.
Berenbaum recebeu o Public Understanding of Science and Technology Award de 2009 da Associação Americana para o Avanço da Ciência.
Um personagem em The X-Files foi nomeado em sua lembrança: Dr. Bambi Berenbaum, um famoso entomologista e interesse amoroso do Agente Mulder.
Em março de 2011 recebeu da Universidade do Sul da Califórnia o Prêmio Tyler de Conquista Ambiental.
Foi anunciado que ela teria sua nova espécie (Xestoblatta berenbaumae Evangelista, Kaplan, & Ware 2015) denominada em sua memória publicamente em novembro de 2014.
Em 3 de outubro de 2014 o presidente Barack Obama entregou a Medalha Nacional de Ciências a Berenbaum. Ela recebeu a medalha na Casa Branca em uma cerimônia em 20 de novembro de 2014.

## Prêmios e honrarias
- 2004: Prêmio Weizmann de Mulheres na Ciência